# Isabella av Spanien (1851–1931)

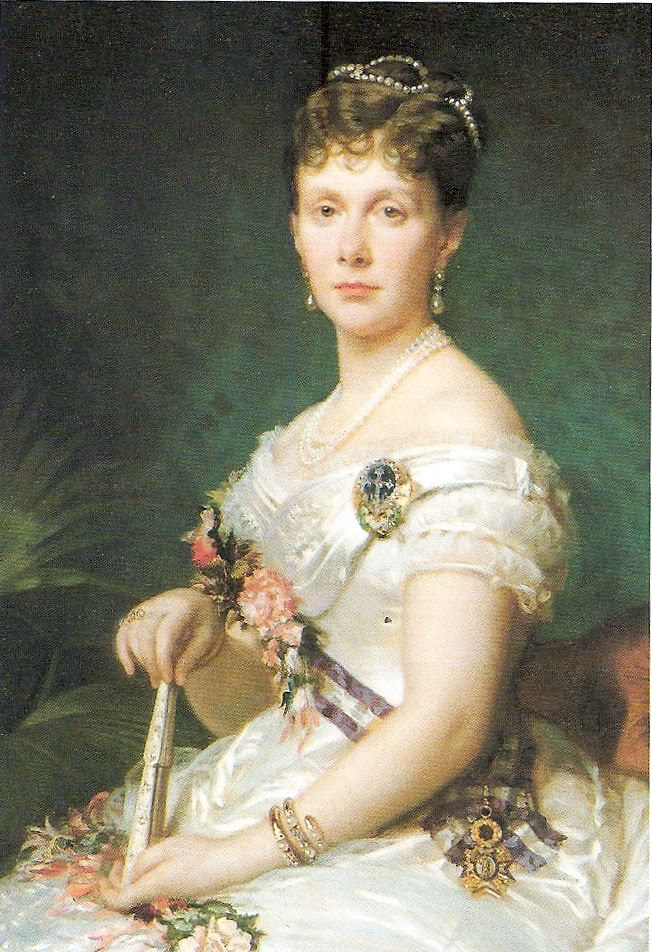
Isabella av Spanien.

Isabella av Spanien, född 20 december 1851 i Madrid, död 23 april 1931 i Paris, var en spansk infantinna (prinsessa) och tronföljare, prinsessa av Asturien. 
Hon var dotter till Isabella II av Spanien och gift med Gaetano av Bägge Sicilierna. Hon var vid två tillfällen, 1851-1857 och 1874-1880, Spaniens officiella tronföljare, och bar som sådan titeln prinsessa av Asturien.

## Barndom
Isabella var officiellt dotter till Isabella II och dennas make Frans av Assisi. Hennes biologiska far anses dock ha varit Isabellas dåvarande älskare, aristokraten Juan de Arana, men Frans av Assisi erkände formellt faderskapet, liksom för Isabellas övriga barn. Hon var Spaniens tronföljare fram till sin bror Alfonsos födelse 1857. Som sådan uppfostrades hon separat från sina syskon och bar titeln prinsessa av Asturien, som var den traditionella titeln för Spaniens tronföljare. 

## Äktenskap

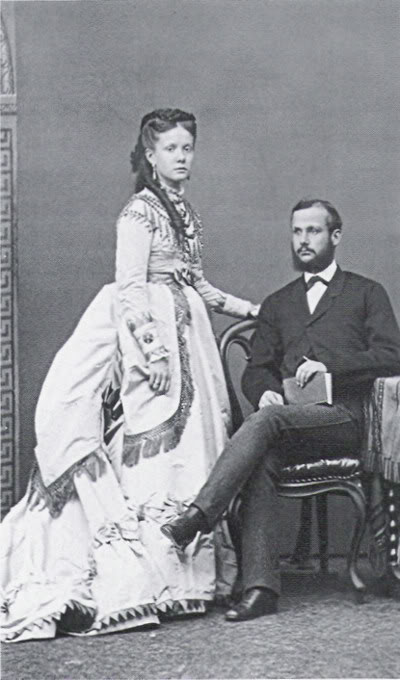
Förlovningsfoto 1868 - Isabella av Spanien och Gaetano av Bägge Sicilierna.

Isabella förlorade sin ställning som tronföljare vid sin brors födelse 1857, men broderns dåliga hälsa gjorde att hennes äktenskap ändå blev en viktig faktor i den europeiska politiken. Spaniens premiärminister föreslog ett äktenskap med den italienska prinsen Amadeus av Savojen, vars syster nyligen gift sig med Portugals monark. Isabella II, som varit tvungen att erkänna Italiens enande på bekostnad av sina släktingar, kungariket Bägge Siciliernas före detta kungafamilj, ville dock kompensera dessa genom att arrangera ett äktenskap med en medlem av denna familj, Gaetano av Bägge Sicilierna. Vigseln ägde rum i Madrid 13 maj 1868, och Gaetano fick efter bröllopet titeln Infant (prins) av Spanien. Paret reste sedan på bröllopsresa till Österrike och Frankrike, där de befann sig när Isabella II avsattes av en revolution och flydde till Frankrike. Paret bosatte sig sedan permanent i Paris. Gaetano drabbades dock av en depression och sköt sig 1871. Äktenskapet var barnlöst. 
1874 besteg hennes bror Spaniens tron som Alfonso XII, och Isabella fick en officiell inbjudan att återvända till landet. Hon blev återigen tronarvinge fram till att broderns första barn föddes 1880, och hade som sådan återigen titeln prinsessa av Asturien. Hon fungerade också som hovets första dam fram till broderns giftermål 1878. Flera äktenskapsprojekt presenterades för henne, men brodern respekterade hennes vägran att gifta om sig.

## Senare år
Isabella beskrivs som plikttrogen, konservativ och viljestark: hon talade flera språk och var intresserad av musik och en skicklig ryttare. Hon hade en nära relation till sin bror, Alfonso XII, och hon blev också mycket omtyckt av den spanska allmänheten och beskrivs som kungahusets populäraste medlem. Hon fick ansvaret för sina yngre systrar, som återvände för att leva i Spanien 1877, agerade rådgivare åt broderns första hustru Maria de las Mercedes av Orleans och valde sedan ut hans andra hustru åt honom. Efter broderns död 1885 agerade hon rådgivare åt sin svägerska, Maria Kristina av Österrike, under dennas förmyndarregering 1885–1902. 
Hon deltog ofta i representation och hennes mest omtalade statsbesök var det i Argentina 1910. Vid den republikanska valsegern 1931 meddelade regeringen henne att det inte var nödvändigt för henne personligen att emigrera vid republikens införande. Hon valde dock frivilligt att emigrera, och avled kort därpå i Frankrike.